# George Eyston

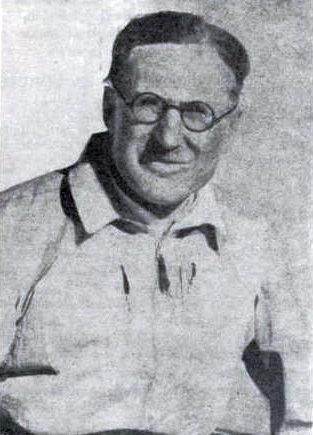
George Eyston 1937

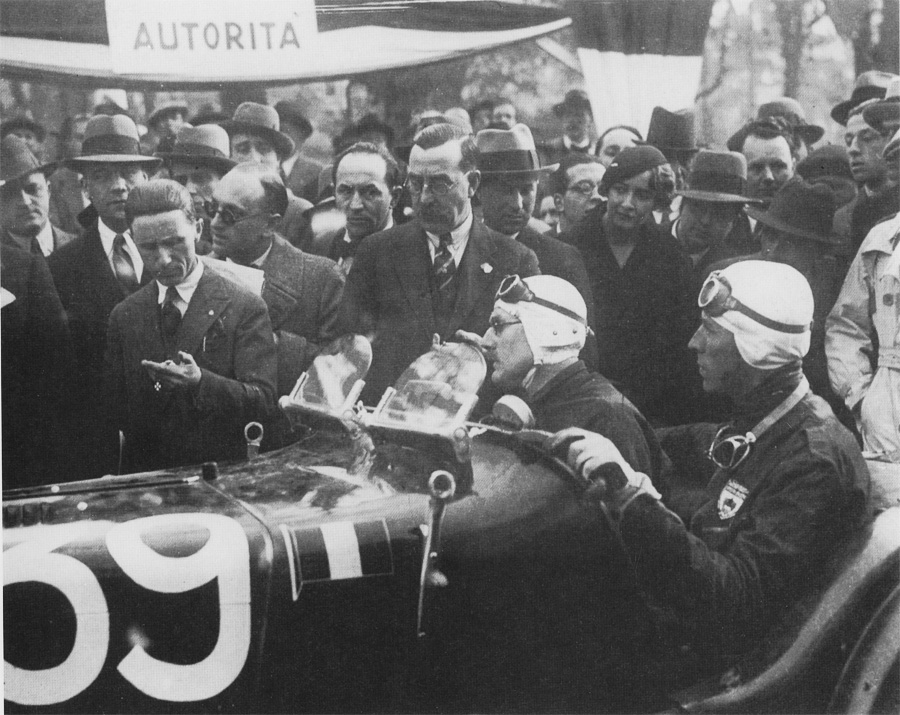
George Eyston als Beifahrer von Giovanni Lurani bei der Mille Miglia 1933

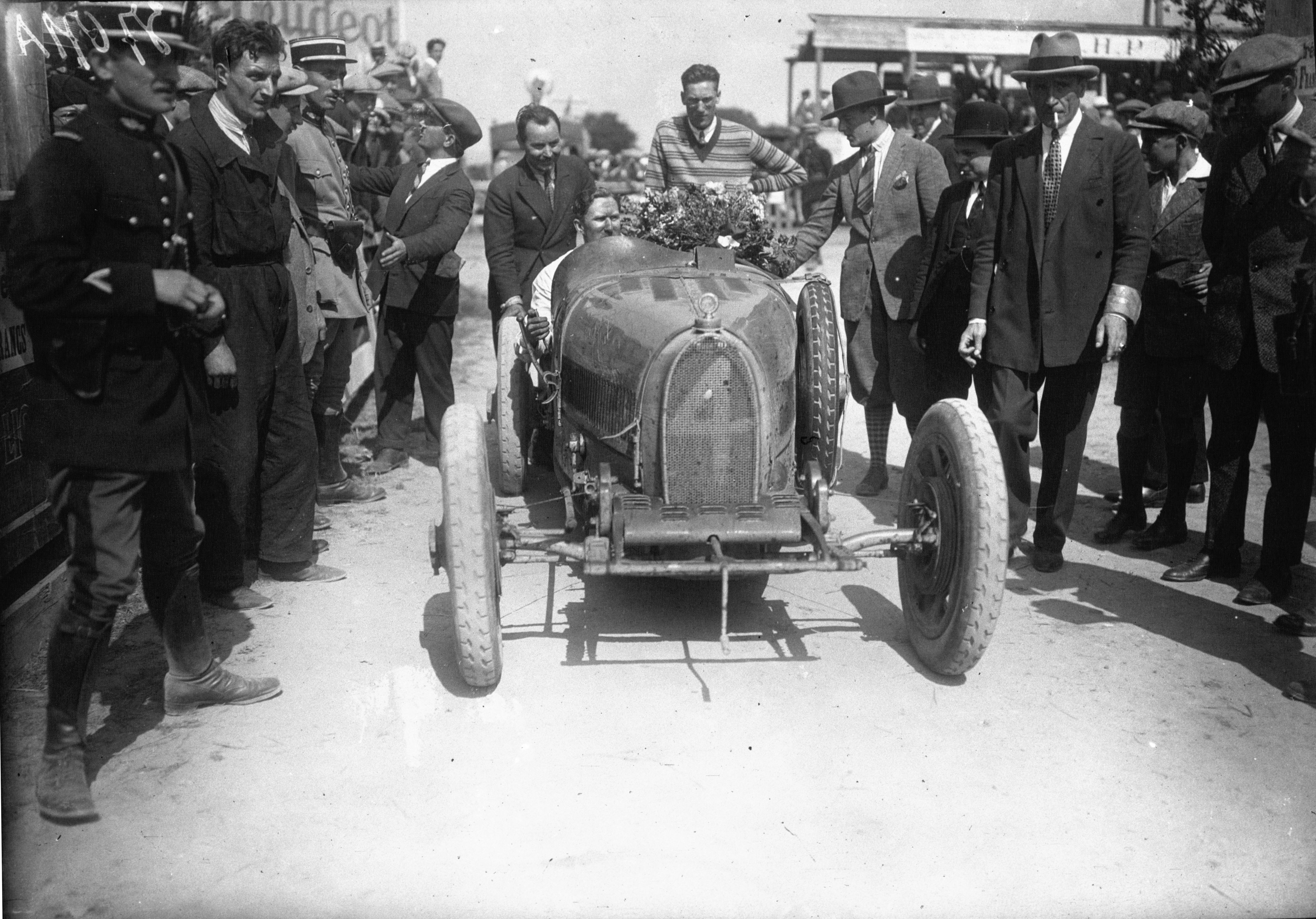
George Eyston im Bugatti T39, nach seinem Sieg beim Grand Prix de Boulogne 1926

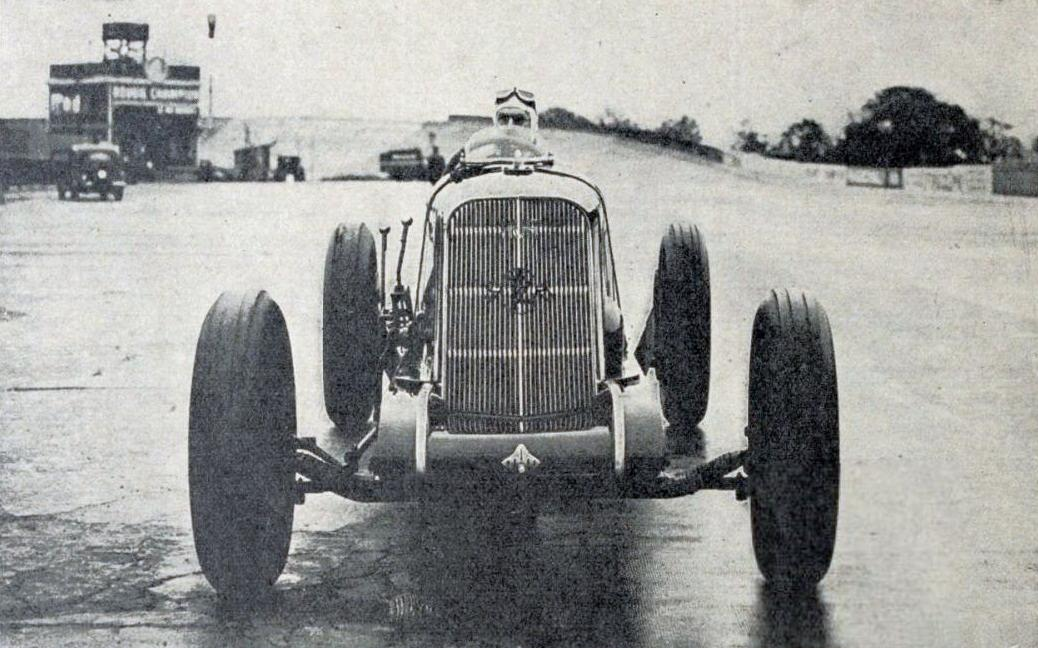
George Eystons Achtzylinder-Panhard bei den Rekordfahrten auf dem Autodrome de Linas-Montlhéry 1934

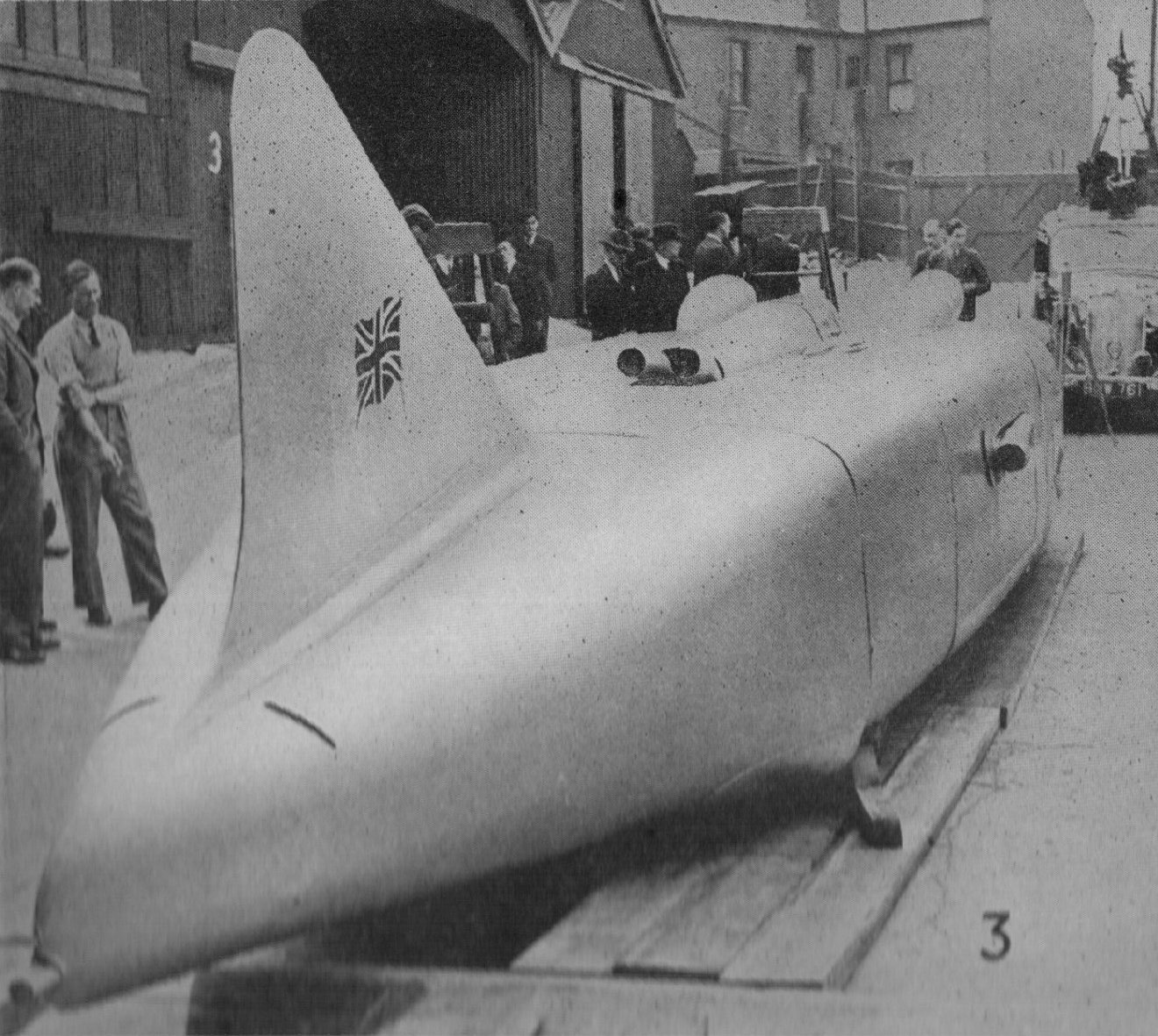
Das Thunderbolt-Rekordfahrzeug 1938

Captain George Edward Thomas Eyston, MC, OBE (* 20. Juni 1897 in Witney; † 11. Juni 1978 in Lambeth, London) war ein britischer Ingenieur, Erfinder sowie Rekord- und Autorennfahrer.

## Familie
George Eyston wurde im Juni 1897 als erster Sohn des Ehepaars Edward Robert Joseph Eyston (1865–1914) und Annie Maude Eyston (geborene Earle) (1862–1935) in Witney geboren (abweichend davon wird in Quellen auch die sieben Kilometer südwestlich von Witney liegende Dorfgemeinschaft Brampton in Oxfordshire als Geburtsort erwähnt). Die Familie Eyston war seit Jahrhunderten in East Hendred, Berkshire eingesessen. Sein jüngerer Bruder Basil wurde 1904 geboren. George Eyston war seit 1923 verheiratet und Vater zweier Töchter.

## Ausbildung und Militärdienst
George Eyston verbrachte einen Teil seiner Schulzeit auf dem Stonyhurst College, einer römisch-katholischen-Privatschule in Clitheroe, der nächsten Stadt zum geographischen Mittelpunkt Großbritanniens. Unterbrochen durch den Ersten Weltkrieg studierte er nach den Pflichtschulen Ingenieurwesen am Trinity College der University of Cambridge. Nach Abschluss seines Studiums arbeitete Eyston für das Marine Department von J Stone and Co.
Im Krieg diente er zuerst im an der Westfront kämpfenden Dorset Regiment und war danach als Offizier bis zu seiner Verwundung 1917 Aide-de-camp von General Wellsley bei der Royal Field Artillery in Frankreich. Nach seiner Genesung arbeitete Eyston bis Kriegsende im Stab. Am 18. Juli 1917 wurde ihm für „außerordentliche Tapferkeit und Pflichterfüllung“ das von König Georg V. gestiftete Military Cross verliehen. Als der Krieg zu Ende ging, bekleidete er den Rang eines Captains.

## Karriere als Rennfahrer
Die Motorsportkarriere von George Eyston begann während seiner Teenagerzeit. Verborgen vor den Eltern fuhr er unter falschem Namen Motorradrennen. In den 1920er-Jahren nahm er die motorsportlichen Aktivitäten wieder auf. Wie bei vielen britischen Rennfahrern seiner Generation war die Rennbahn von Brooklands auch für Eyston der Mittelpunkt des Motorsports. 1923 bestritt er dort auf einem Aston Martin sein erstes Autorennen. Der achte Rang beim 2 × 12-Stunden-Rennen 1930 mit Boris Iwanowski im Alfa Romeo 6C 1750 war seine beste Platzierung bei einem Rennen auf der Strecke in Weybridge. Obwohl ihm ein Rennsieg verwehrt blieb, zählte er in den frühen 1930er-Jahren zu den bekanntesten britischen Sportwagenpiloten. Er war Sechster bei der Coppa Florio 1927 sowie Zweiter beim 24-Stunden-Rennen von Spa-Francorchamps 1929 und der RAC Tourist Trophy 1932. Beide Teilnahmen am 24-Stunden-Rennen von Le Mans endeten mit Ausfällen. 1928 brach am Werks-Aston-Martin International die Hinterachse und 1929 hatte der Stutz Model M Blackhawk ein Leck im Treibstofftank.
Erfolgreich war George Eyston, der gemeinsam mit Clifton Penn-Hughes, ein Rennteam unterhielt, im Grand-Prix-Sport. Neben seinem Sieg beim Grand Prix de Boulogne 1926 im Bugatti T39 gewann er 1927 den Grand Prix de La Baule, diesmal im Bugatti T35B. Der größte Erfolg bei einem Grande Épreuve war der dritte Rang im von Bernard Rubin gemeldeten Alfa Romeo Monza beim Großen Preis von Frankreich 1933.
1935 kam er mit dem eigenen Rennteam und drei MG PA Midget nach Le Mans, deren Besatzungen ausschließlich aus Frauen bestanden. Alle drei Teams kamen in die Schlusswertung.

## Rekordfahrten
Um einen neuen Landgeschwindigkeitsrekord zu erreichen, entwickelte sich in den 1920er- und 1930er-Jahren zu einer Auseinandersetzung britischer Rekordfahrer. Einige der Hauptprotagonisten waren: Henry Segrave, der im Juni 1930 bei einem Wasser-Geschwindigkeitsweltrekordversuch auf dem Lake Windermere tödlich verunglückte, J. G. Parry-Thomas, der im März 1927 bei einem missglückten Rekordversuch auf dem Pendine Sands starb, Malcolm Campbell, John Cobb und George Eyston.
Erste Rekordfahrten fuhr George Eyston im Februar 1934 mit einem Panhard & Levassor 35 CV auf dem Autodrome de Linas-Montlhéry. Zunehmende Anrainerproteste, die wegen der Lärmbelästigung rund um die Rennbahn von Brooklands die örtlichen Behörden unter Druck setzten, zwangen britische Rennfahrer bereits in den 1920er-Jahren für Rekordfahrten auf den schnellen Ovalkurs südlich von Paris auszuweichen. Mit dem 35 CV und dem Achtzylinder-Schiebermotor (ein Triebwerk ohne Ventile) gelangen Eyston Distanzrekorde über 200 und 500 Meilen, 200 Kilometer sowie 1000 Kilometer unter einer Fahrzeit von sechs Stunden. Der Rekorddistanz für die Fahrzeit von einer Stunde betrug 214,064 Kilometer.
Das erste eigene Rekordfahrzeug entstand nach Entwürfen von Eyston und Ernest Eldridge, die Speed of the Wind in der Werkstatt des Automobilpioniers Tom Delaney senior bauen ließen (Delaneys Sohn Tom Delaney junior war der älteste britische Rennfahrer mit einer gültigen Rennfahrerlizenz). Mit dem Wagen, der von einem Zwölfzylinder-Rolls-Royce-Kestrel-Flugmotor angetrieben wurde, kam Eyston im Sommer 1935 erstmals zum Bonneville Speedway auf der Großen Salzwüste des Großen Salzsees bei Salt Lake City. Wenige Stunden nachdem Malcom Campbell im Campbell-Railton Blue Bird die 300-mph-Grenze überboten hatte, erzielte Eyston einen neuen 24-Stunden-Rekord. Die Bestmarke lag nunmehr bei 140,52 mph (226,15 km/h).
Die zweite Konstruktion des Duos Eldridge und Eyston war der Thunderbolt. Im Unterschied zu Campbells Blue Bird, bei dem nur auf der Hinterachse Doppelreifen montiert waren, hatte der Thunderbolt acht Räder auf drei Achsen. Beide Vorderachsen waren mit unterschiedlichen Spurweiten lenkbar. Als Antrieb dienten zwei Rolls-Royce-R-Triebwerke. Der bei Bean Industries Ltd. gebaute Wagen hatte ursprünglich kein Dach, nur ein kleiner Windschild schützte den Fahrer im Cockpit. Den ersten Rekord fuhr Eyston am 19. November 1937, sowohl über eine Meile als auch über einen Kilometer. Die Höchstgeschwindigkeit bei einem Kilometer mit fliegendem Start betrug 502,11 km/h. Im August des folgenden Jahres steigerte er das Tempo auf 555,55 km/h. Nur einen Tag nachdem John Cobb im Railton Special am 15. September 1938 563,37 km/h erreichte, fuhr Eyston mit 575,07 km/h seinen letzten Rekord.

## Eyston und MG
Der umtriebige George Eyston war viele Jahre als Ingenieur für MG tätig. Er beschäftigte sich unter anderem mit Aspekten der Motoraufladung, konstruierte Schnellschaltgetriebe und meldete Patente an. Nach dem Zweiten Weltkrieg organisierte er die MG-Rekordversuche mit den EX-Modellen.

## Abseits des Motorsports
Eine Mobilisierung zu einer Kampfeinheit blieb ihm im Zweiten Weltkrieg erspart. Er arbeitete im britischen Ministerium für die Kriegsproduktion und kontrollierte regelmäßig Unternehmen, die kriegswichtige Fahrzeuge herstellten. Nach dem Krieg war er unter anderem Geschäftsführer bei Thornycroft und dem Schmierstoff-Hersteller Castrol.
Zehn Jahre nach der Aufnahme in die Ehrenlegion 1938 erhielt er von König Georg VI. den Order of the British Empire. Seine letzten Lebensjahre verbrachte er in Romsey, einem kleinen Markt 13 Kilometer südwestlich von Southampton. Er starb im Juni 1978 in einem Krankenhaus im Londoner Stadtteil Lambeth.

## Statistik

### Le-Mans-Ergebnisse
| Jahr | Team                   | Fahrzeug                   | Teamkollege       | Platzierung | Ausfallgrund |
| ---- | ---------------------- | -------------------------- | ----------------- | ----------- | ------------ |
| 1928 | Aston Martin Ltd.      | Aston Martin International | Augustus Bertelli | Ausfall     | Hinterachse  |
| 1929 | Colonel Warwick Wright | Stutz Model M Blackhawk    | Richard Watney    | Ausfall     | Leck im Tank |